# Coracina sula
Coracina sula е вид птица от семейство Campephagidae.

## Разпространение
Видът е разпространен в Индонезия.